# 타이니 툰 루니버시티
《타이니 툰 : 루니대학교》(Tiny Toons Looniversity)는 1990년부터 1992년까지 방송된 텔레비전 애니메이션 타이니 툰의 새로운 작품이다. 2023년 9월 8일부터 맥스에서 방영 중이고, 대한민국에서는 2024년 5월 5일부터 카툰 네트워크에서 방영 중이다.

## 목소리 출연
- 엄상현: 버스터 버니
- 이지현: 뱁스 버니
- 서반석: 플러키 덕
- 이경태: 햄턴 피그
- 김율: 스위티 버드